# 오산초등학교 성산분교
오산초등학교 성산분교는 전라남도 곡성군 오산면 오산로 254-4 (선세리)에 있었던 분교이다.

## 연혁
- 1954년 4월 1일 오산국민학교 성산분교장 개교
- 1964년 11월 30일 성산국민학교 본교 승격
- 1984년 3월 10일 병설유치원 개원
- 1991년 3월 1일 오산국민학교 성산분교장으로 격하
- 1996년 3월 1일 오산초등학교 성산분교
- 1998년 3월 1일 폐교 (오산초등학교로 통합)